# Holsegaard
Holsegård er dannet af to bøndergårde, som Anne Friis ejede i byen Holse i 1645. Gården ligger i Brenderup Sogn, Middelfart Kommune. Hovedbygningen er opført i 1740 og ombygget i 1860.
Holsegaard Gods er på 156,5 hektar med Holse Mindegård

## Ejere af Holsegaard
- (1635-1648) Anne Jørgensdatter Friis gift Lindenov
- (1648-1665) Mette Andersdatter Friis
- (1665-1670) Henrik Lauridsen Lindenov
- (1670-1684) Magdalene Knudsdatter Akeleye
- (1684-1689) Gabriel Bille
- (1689-1701) Erik Steensen
- (1701-1702) Kirsten Rothkirck gift Steensen
- (1702) Barbara Kirstine Eriksdatter Steensen gift Holck
- (1702-1712) Mogens Holck
- (1712-1727) Barbara Kirstine Eriksdatter Steensen gift Holck
- (1727-1738) Anders Andersen Hviid
- (1738-1745) Hans Bruun
- (1745-1751) Hans Bryde
- (1751-1752) Dorthea Pedersdatter Holm gift (1) Bryde (2) Vedel
- (1752-1807) Jacob Clausen Vedel
- (1807-1815) Jens Kraft Dinesen Vedel
- (1815-1816) Andreas Clausen Vedel
- (1816-1817) Henrik Grandiean
- (1817-1823) Søren Michaelsen
- (1823-1825) Marie Sophie Balslev gift Michaelsen
- (1825-1827) Lars Sørensen Balslev Michaelsen / Salome Sørensdatter Balslev Michaelsen gift Fahnøe
- (1827-1838) Lars Sørensen Balslev Michaelsen
- (1838-1876) Lauritz Balslev Fahnøe
- (1876-1915) Anders Simonsen
- (1915-1935) Carl Emil Andersen Simonsen
- (1935-1941) Simon Henry Carlsen Simonsen
- (1941-1948) N. Larsen
- (1948-1955) J. Chr. Jørgensen
- (1955-1963) Svend Lunøe
- (1963-1965) Arne H. Kæjr A/S
- (1965-1995) Ove Johannes

```
Udsen
```

- (1995-) Poul Larsen

|  | Denne artikel om en bygning eller et bygningsværk kan blive bedre, hvis der indsættes et (bedre) billede. Du kan hjælpe ved at afsøge Wikimedia Commons for et passende billede eller lægge et op på Wikimedia Commons med en af de tilladte licenser og indsætte det i artiklen. |

55°29′47″N 10°1′34″Ø / 55.49639°N 10.02611°Ø